# James H. Kyle

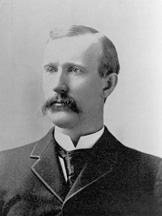
James H. Kyle

James Henderson Kyle, född 24 februari 1854 i Greene County, Ohio, död 1 juli 1901 i Aberdeen, South Dakota, var en amerikansk politiker. Han var en av Populistpartiets mest framträdande gestalter. Kyle representerade delstaten South Dakota i USA:s senat från 1891 fram till sin död.
Kyle avlade 1878 sin grundexamen vid Oberlin College. Han studerade därefter teologi vid Western Theological Seminary. Han inledde 1882 sin karriär som kongregationalistpastor i Utahterritoriet. Han flyttade tre år senare till Dakotaterritoriet. South Dakota blev 1889 delstat och redan följande år blev Kyle invald i delstatens senat. Året därpå tillträdde han som ledamot av USA:s senat. Han blev först invald som obunden med stöd från demokraterna; sex år senare vann han omval som populist. Populistpartiet grundades inför presidentvalet i USA 1892. Kyle gick med i partiet under sin första mandatperiod i senaten; under andra mandatperioden bytte han parti till republikanerna i samband med populisternas drastiska tillbakagång. Kyle var en av sammanlagt sex personer som representerade Populistpartiet i senaten under partiets korta historia.
Kyle var en av de främsta förespråkarna i senaten av Labor Day som nationell helgdag i USA. Kongressen stiftade 1894 en lag om Labor Day som federal helgdag. Alla femtio delstaterna har också Labor Day som helgdag på delstatsnivå. Kyle var dessutom en förespråkare av spansk-amerikanska kriget.
Hans grav finns på Riverside Cemetery i Aberdeen, South Dakota. Kyle härstammade från skottar och irländare.